# Schnittlauchinsel
Die Schnittlauchinsel ist eine Insel im Walensee. Die Insel gehört zur Gemeinde Quarten im Kanton St. Gallen. Sie ist die einzige Walensee-Insel und die grösste im Kanton St. Gallen. Die 320 Meter vom Ufer entfernte Insel hat eine Länge von 80 Metern und die grösste Breite beträgt 20 Meter. Sie ist bei Wasserhochstand überflutet.

## Namensvarianten
Die Schnittlauchinsel wird auch häufig Schwaneninsel, Bommersteinsinsel oder von den Einheimischen «Inseli» genannt. Inseli ist im Schweizerdeutsch das Diminutiv von Insel und ist auch für andere Inseln in der Schweiz im Gebrauch. Schwaneninsel wird sie wegen der Höckerschwäne genannt, die die Insel bevölkern.